# Joodse begraafplaats (Zwartsluis)
De eerste Joodse begraafplaats van Zwartsluis was sinds 1722 gelegen aan de Kleine Schans, ze werd ook gebruikt door de Joodse gemeente Meppel. Deze begraafplaats is in de tweede helft van de twintigste eeuw geruimd. Achter de in 1853 gebouwde synagoge aan de Baanstraat werd een tweede begraafplaats ingericht. De synagoge kwam na de Tweede Wereldoorlog niet meer in gebruik en werd in 1969 gesloopt. Het gebouw van de Joodse school is bewaard gebleven en werd gerestaureerd. De begraafplaats wordt thans door de plaatselijke overheid onderhouden.
In 1984 is bij de ingang van de dodenakker een herinneringsmonument geplaatst ter nagedachtenis aan de in de Tweede Wereldoorlog gedeporteerde Joodse Zwartsluizers. Van de 84 wist slechts een enkeling onder te duiken. De weggevoerden vonden op een na allen de dood.

## Afbeeldingen

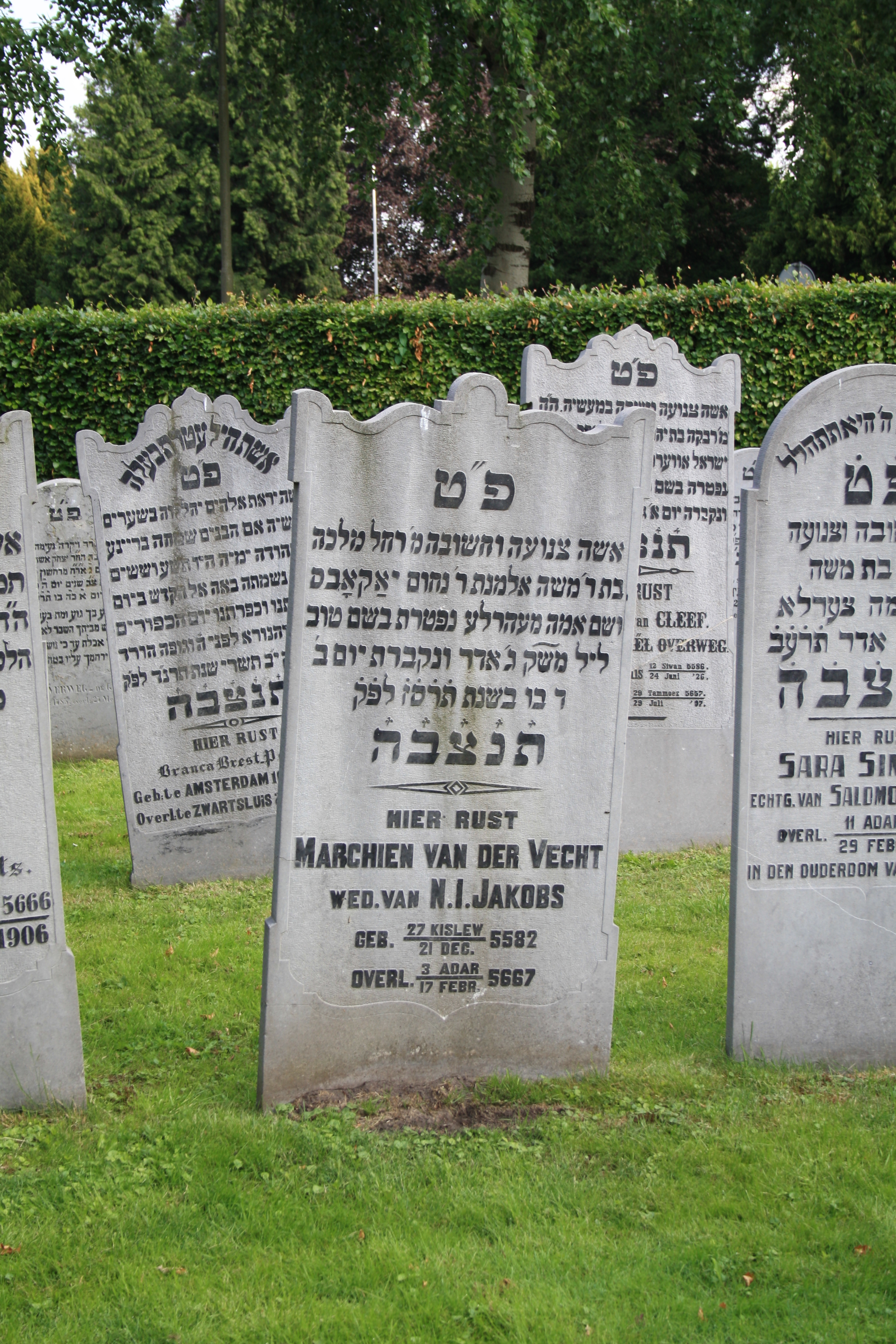
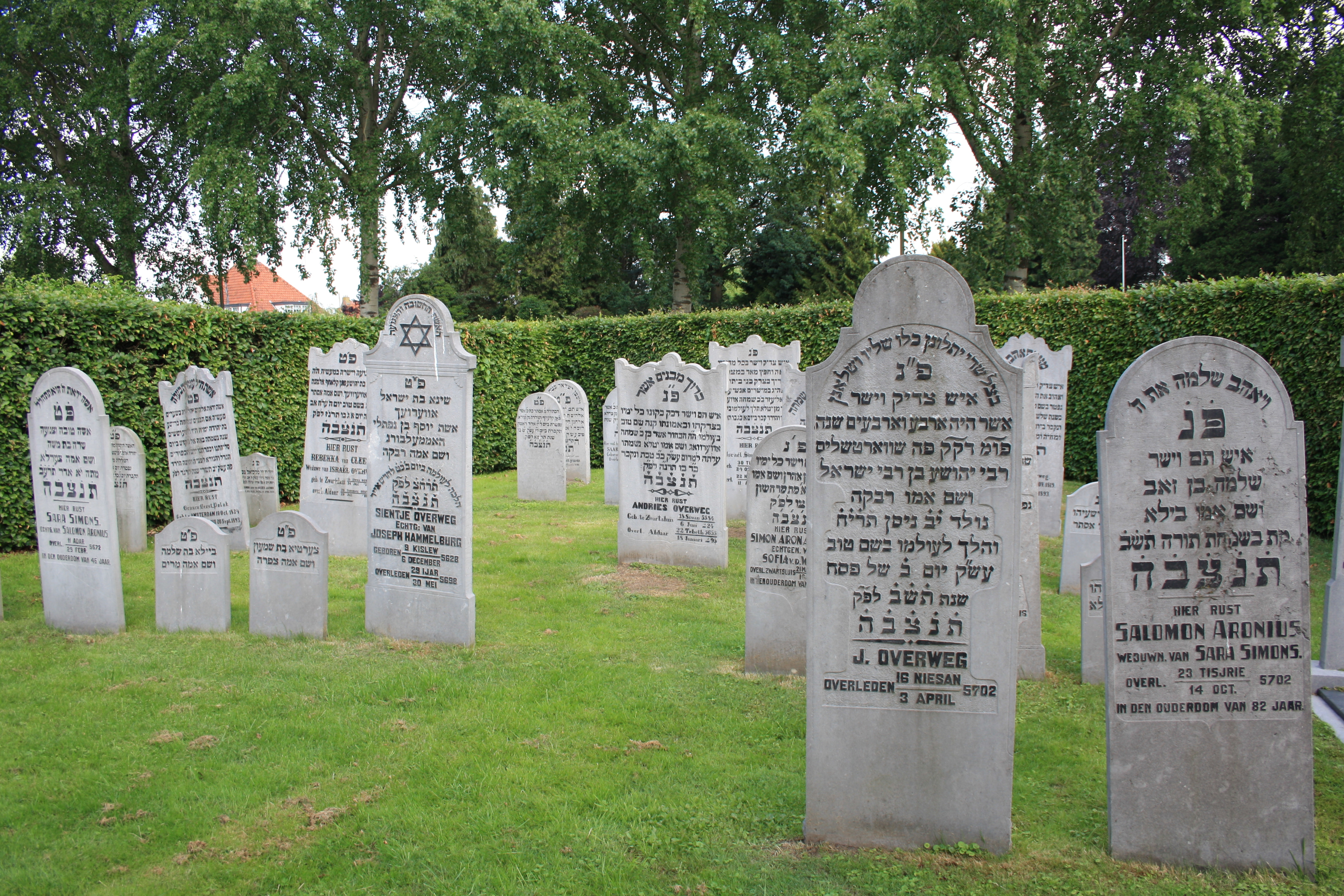
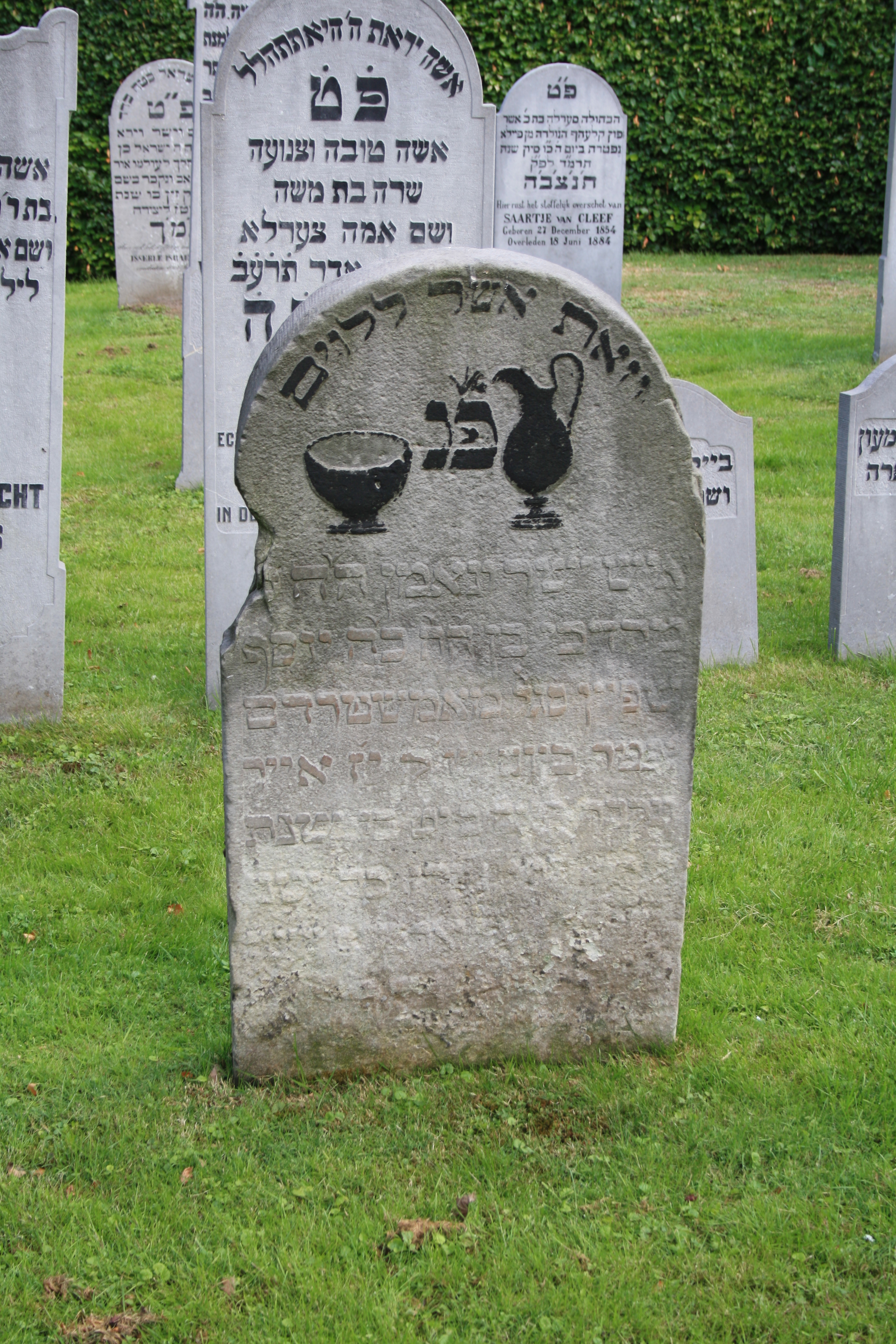